# Balthasar Zimmermann (Kartograf)

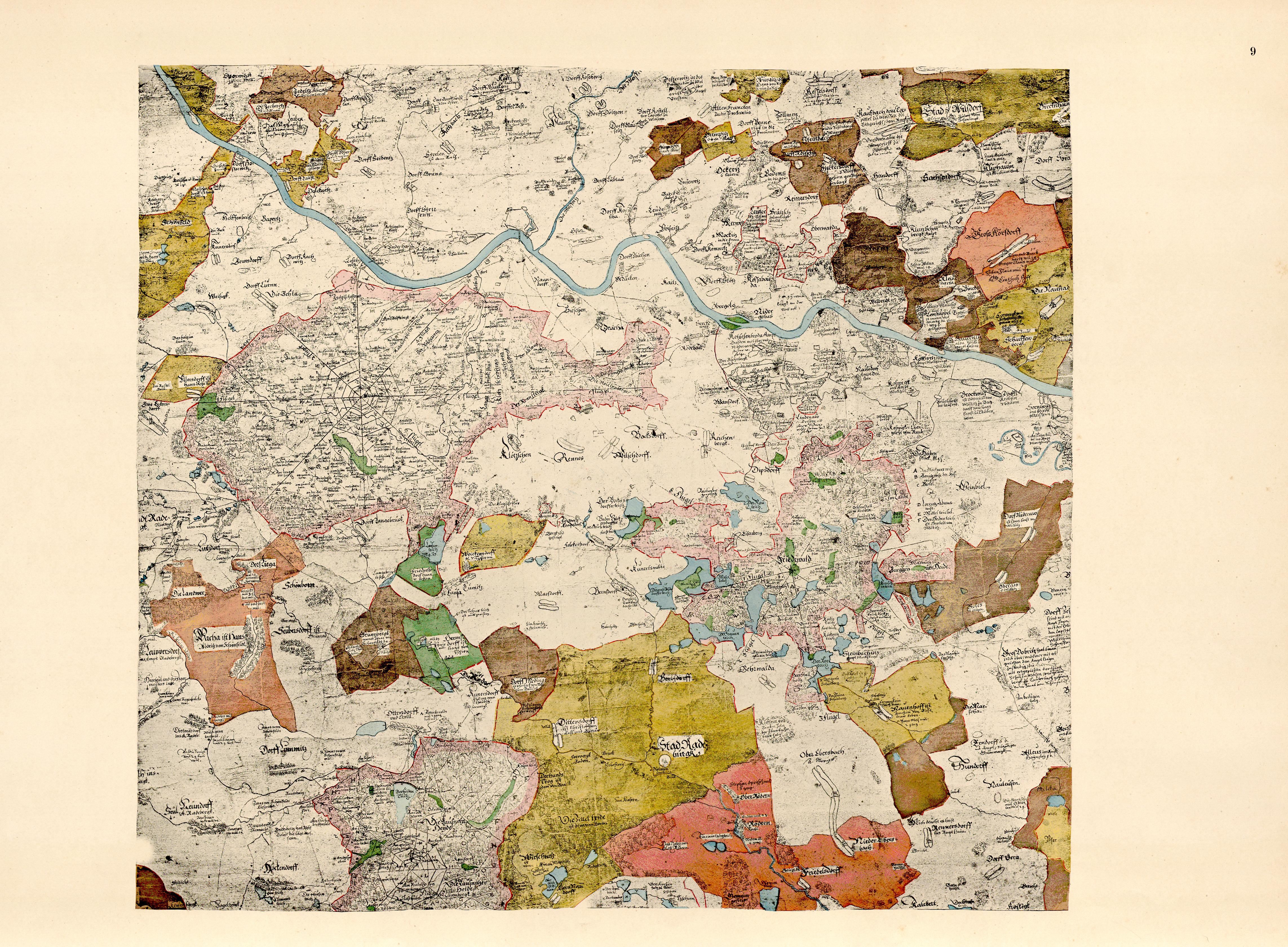
Oeder, Tafel IX mit Dresden (Karte nach Süden orientiert)

Balthasar Zimmermann (* 1570 in Annaberg; † 1633 oder 1634 in Dresden) war ein kursächsischer Landvermesser und Kartograf.

## Leben
Der sächsische Landvermesser und Kartograf Matthias Oeder begann 1586 mit der Ersten Kursächsischen Landesaufnahme.
Das „Original Oeder“ entstand als Kartenwerk im Maßstab 1:13.333 1/3 bis 1607. Dieses stellte eine eher skizzenhafte Version dar, übertraf jedoch trotzdem alle bis dahin existierenden Karten. Oeder selbst arbeitete an dem Werk bis zu seinem Tod 1614.
Sein noch unvollendetes Werk wurde von seinem Neffen und Nachfolger Balthasar Zimmermann im viertel so großen Maßstab 1:53.333 1/3 („Oeder-Zimmermann“) als ausgearbeitete Version fortgesetzt, bis es inmitten des Dreißigjährigen Kriegs und durch den Tod Zimmermanns zu einem Ende kam.
Zimmermann wohnte in der Jungen Heide auf einem 4,2 ha großen, Weinbergstede genannten, Grundstück (heute Waldhof), welches ihm 1625 von Kurfürst Johann Georg I. überlassen wurde.
1889 wurde das bis dahin unveröffentlichte Kartenwerk Oeders zum 800-Jährigen Regierungsjubiläum des Hauses Wettin bei Stengel & Markert in Dresden auf 17 kolorierten Karten herausgegeben.

## Werke
- Matthias Oeder: Die erste Landesvermessung des Kurstaates Sachsen Auf Befehl Des Kurfürsten Christian I. ausgeführt von Matthias Oeder (1586–1607). Zum 800Jährigen Regierungs-Jubiläum Des Hauses Wettin. Stengel & Markert, Dresden 1889.